# Coelophysoidea
Coelophysoidea là một siêu họ khủng long sống vào cuối kỷ Trias và đầu kỷ Jura. Chúng từng rất phổ biến, có thể đã sống trên tất cả các châu lục. Coelophysoidea có cơ thể mảnh mai, ăn thịt, bề ngoài có nhiều điểm giống với các loài Coelurosauria, mà trước đây chúng đã được phân loại chung, một số loài có mào ở sọ. Chiều dài cơ thể của coelophysoidea là khoảng 1–6 m. Đến nay, vẫn chưa xác định được bên ngoài cơ thể chúng phủ gì, một số họa sĩ vẽ chúng có vảy hoặc lông vũ. Một số loài sống theo bầy, vì đã tìm thấy nhiều vị trí có số lượng lớn các cá thể ở cùng nhau.
Một số loài coelophysoidea nổi tiếng như Coelophysis, Procompsognathus và Liliensternus. Hầu hết các loài khủng long trước đây có mặt trong đơn vị phân loại không rõ ràng "Podokesauridae" bây giờ được phân loại là coelophysoids.

## Phân loại
Mặc dù các hóa thạch của chúng rất cổ, coelophysoidea có một số đặc điểm cơ bản tách chúng khỏi những tổ tiên theropoda. Trong đó, đặc điểm nổi bật nhất (apomorphies) là sự kết nối của các xương hàm trên (khớp giữa mảnh trước hàm và hàm trên) và còn là sự linh hoạt về độ sâu giữa chân răng ở hai xương này. Sự khác biệt chủ yếu giữa các theropoda đó là có hay không việc coelophysoidea có cùng một tổ tiên chung gần với Ceratosauria (sensu stricto) hơn là Ceratosauria với các theropoda khác. Hầu hết các nghiên cứu gần đây cho thấy Coelophysoidea không tạo thành một nhóm tự nhiên với họ Ceratosauria. Tương tự như vậy, trong khi Dilophosauridae thường được đưa vào liên họ Coelophysoidea, nhưng nghiên cứu được công bố vào cuối năm 2000 lại cho thấy chúng thực sự có quan hệ họ hàng với loài các Tetanurarae.

### Danh mục phân loại
- Siêu họ Coelophysoidea
  - ?Dolichosuchus
  - ?Gojirasaurus
  - Liliensternus
  - Lophostropheus
  - ?Sarcosaurus
  - Tawa
  - Họ Coelophysidae
    - Podokesaurus
    - Procompsognathus
    - ?Pterospondylus
    - Segisaurus
    - Phân họ Coelophysinae
      - Camposaurus
      - Coelophysis

  - ?Họ Halticosauridae
    - ?Phân họ Halticosaurinae
      - ?Halticosaurus

Cây phát sinh loàì dưới đây được xây dựng theo một nghiên cứu của Martin D. Ezcurra và Gilles Cuny, 2007.
|  | "Megapnosaurus" kayentakatae                                             |
|  |                                                                          |
|  | \| \| Coelophysis \| \| \| \| \| \| Coelophysis rhodesiensis \| \| \| \| |
|  |                                                                          |
|  | Coelophysis                                                              |
|  |                                                                          |
|  | Coelophysis rhodesiensis                                                 |
|  |                                                                          |

|  | Coelophysis              |
|  |                          |
|  | Coelophysis rhodesiensis |
|  |                          |

|  | "Megapnosaurus" kayentakatae                                             |
|  |                                                                          |
|  | \| \| Coelophysis \| \| \| \| \| \| Coelophysis rhodesiensis \| \| \| \| |
|  |                                                                          |
|  | Coelophysis                                                              |
|  |                                                                          |
|  | Coelophysis rhodesiensis                                                 |
|  |                                                                          |

|  | Coelophysis              |
|  |                          |
|  | Coelophysis rhodesiensis |
|  |                          |

|  | "Megapnosaurus" kayentakatae                                             |
|  |                                                                          |
|  | \| \| Coelophysis \| \| \| \| \| \| Coelophysis rhodesiensis \| \| \| \| |
|  |                                                                          |
|  | Coelophysis                                                              |
|  |                                                                          |
|  | Coelophysis rhodesiensis                                                 |
|  |                                                                          |

|  | Coelophysis              |
|  |                          |
|  | Coelophysis rhodesiensis |
|  |                          |

|  | "Megapnosaurus" kayentakatae                                             |
|  |                                                                          |
|  | \| \| Coelophysis \| \| \| \| \| \| Coelophysis rhodesiensis \| \| \| \| |
|  |                                                                          |
|  | Coelophysis                                                              |
|  |                                                                          |
|  | Coelophysis rhodesiensis                                                 |
|  |                                                                          |

|  | Coelophysis              |
|  |                          |
|  | Coelophysis rhodesiensis |
|  |                          |